# Comuna Zaporizke, Sofiivka
Zaporizke (în ucraineană Запорізьке) este o comună în raionul Sofiivka, regiunea Dnipropetrovsk, Ucraina, formată din satele Bratske și Zaporizke (reședința).

## Demografie
Componența lingvistică a satului Zaporizke
     Ucraineană (84,26%)
     Rusă (6,52%)
     Maghiară (1,11%)
     Alte limbi (0,96%)
Conform recensământului din 2001, majoritatea populației satului Zaporizke era vorbitoare de ucraineană (84,26%), existând în minoritate și vorbitori de rusă (6,52%), armeană (1,75%) și maghiară (1,11%).